# Livres
Livres é um movimento político-social brasileiro que defende o liberalismo econômico e social, e que afirma ser o "único movimento político brasileiro que defende a liberdade por inteiro". Apoia, entre outras pautas, as liberdades individuais, como a legalização da cannabis, a liberdade artística e de expressão e a união homoafetiva; propostas pró-mercado, como mercado livre, desregulamentação e privatização; além de pautas de inclusão social, como vouchers e escolas autônomas. O grupo apoia ainda o federalismo, a democracia representativa e entende que os direitos humanos são uma bandeira histórica do liberalismo.
Entre seus associados, o movimento tem diversos políticos que exercem ou exerceram mandato eletivo, a exemplo do deputado federal Alex Manente e da vice-governadora de Pernambuco, Priscila Krause. Reúne ainda diversas lideranças políticas e intelectuais.
Inicialmente uma tendência interna do Partido Social Liberal (PSL), o grupo forma uma associação independente, tendo deixado o PSL após a filiação do então deputado federal Jair Bolsonaro ao partido, cujos princípios o grupo classifica como sendo incompatíveis com os seus.
O cientista político e comentarista da CNN Brasil Magno Karl é o atual diretor-executivo do Livres, substituindo Paulo Gontijo Ramos a partir de 2021. Quem também atua na gestão da associação como diretor de operações é o jornalista, comentarista da Jovem Pan e cofundador do grupo, Mano Ferreira.

## Posições
O Livres afirma defender a "liberdade por inteiro: na economia e nos costumes". Enquanto associação civil, o grupo tem 10 compromissos institucionais que alinham as posições no debate público. Fundadores e lideranças destacaram em entrevistas para a imprensa que entendem a dicotomia esquerda e direita como algo ultrapassado, classificando o mundo como "não-binário" e portanto mais complexo que soluções calcadas em preconceitos e simplificação. A questão do aborto é abordada nos 10 compromissos institucionais, havendo diversidade de opiniões sobre o assunto dentro do movimento. A respeito de políticas sobre drogas, o Livres se coloca a favor da descriminalização do uso, comércio e produção. Para seus integrantes, "aquilo que verdadeiramente distingue liberais de não-liberais é o compromisso em defender a liberdade do outro – mesmo quando a escolha do outro contraria a nossa própria vontade".
No campo econômico, o Livres defende medidas baseadas nos estudos do Conselho Acadêmico, integrado por intelectuais como Pérsio Arida e Ricardo Paes de Barros. A "sensibilidade social com responsabilidade fiscal" é um dos pilares de atuação, defendida publicamente também por parceiros acadêmicos, como Aod Cunha em artigo para Infomoney. Em relação a  privatizações, o grupo defende-as e afirma que "isso não significa que qualquer modelo de privatização seja positivo: não apoiamos simples transferências de monopólios, mas processos verdadeiros de abertura de mercado, com competição e dinamismo". O Livres ainda quer a redução do tamanho do Estado, alegando que este deve prover primariamente os serviços de segurança e justiça, além de promover a emancipação de seus cidadãos facilitando o acesso dos mais pobres a serviços de educação, saúde e previdência.

### Participações na imprensa
Por meio de seus líderes e intelectuais associados, o movimento ocupa um espaço relevante no debate público brasileiro, com diversos colunistas em veículos da grande imprensa. Elena Landau escreve regularmente no Estadão. Irapuã Santana é colunista do jornal O Globo. Deborah Bizarria, Cecília Machado e Laura Muller Machado são colunistas da Folha de São Paulo. Mano Ferreira é comentarista no programa Morning Show da Jovem Pan. Magno Karl é comentarista da CNN Brasil.

## História
O grupo foi criado como uma tendência liberal dentro do PSL no final de 2015. O objetivo era "refundar" o partido para as eleições de 2018, modernizando as diretrizes e exigindo coerência ideológica de seus filiados. A reformulação do partido contava com a colaboração de liberais brasileiros famosos, como a economista Elena Landau e o cientista político Fábio Ostermann. Em 2 anos de atuação no PSL, o Livres assumiu o controle da comunicação do partido, lançou programa partidário na TV, reformulou a fundação de pesquisas ligada ao partido e ocupou a presidência de 12 diretórios estaduais.
Segundo Alfredo Kaefer, deputado pelo PSL que se identifica como liberal na economia, mas conservador nos costumes, o grupo estaria "sequestrando" o partido e confundiria "liberdade com libertinagem". Kaefer fez tais acusações após ter sido expulso do partido por votar a favor de uma emenda que afetaria negativamente os aplicativos de transporte como Uber e Cabify, ao enquadrá-los como transporte público. Antes da votação, o Livres havia fechado questão contra a emenda por considerar que a regulamentação restringiria o mercado.
Em janeiro de 2018, com o anúncio da filiação do deputado federal Jair Bolsonaro, feito por Luciano Bivar, então presidente do PSL, o Livres anunciou que iria se desvincular do partido, alegando incompatibilidade ideológica com o deputado federal. Em nota oficial, o grupo afirmou que a filiação de Bolsonaro era "inteiramente incompatível com o projeto do Livres de construir no Brasil uma força partidária moderna, transparente e limpa".
Com a saída do PSL, o Livres anunciou que se tornaria uma associação suprapartidária, cujos associados teriam liberdade para se filiar aos partidos de sua preferência, desde que suas ações políticas resguardassem os 10 compromissos que todos os associados ao grupo devem assumir. Dos 43 membros do Livres que pretendiam disputar eleições em 2018, 13 foram para o NOVO, 8 para o PPS, 7 para o PODE, 7 para o PMN, 3 para a REDE, 2 para o DEM, 2 para o PV e 1 para o Solidariedade.

### Conselho Acadêmico
Em maio de 2018 o Livres anunciou a criação de um Conselho Acadêmico composto por Elena Landau, Leandro Piquet, Persio Arida, Ricardo Paes de Barros, Samuel Pessoa e Sandra Polônia Rios . Com o tempo, outros intelectuais se juntaram ao Conselho: Fernando Schuler, André Portela, Gustavo Binenbojm, Paulo Roberto de Almeida, Cecília Machado, Laura Muller Machado e Natalie Unterstell. O grupo é responsável por coordenar a formulação de políticas públicas para o movimento.

### Participação nas eleições de 2018 e ingressantes após 2019
Enquanto Associação civil, o Livres tem inserção nos turnos eleitorais em duas frentes: a publicação do Caderno de Políticas Públicas, com as propostas defendidas pelo grupo para os diversos níveis federativos e, fora do período eleitoral, a qualificação de associados para a atuação de impacto em políticas públicas. 
Projeto Nabuco
O Projeto Nabuco, nomeado em homenagem ao intelectual e abolicionista pernambucano Joaquim Nabuco, é um ciclo de formação para associados engajados em levar os princípios da liberdade por inteiro à política partidária, com suporte do Conselho Acadêmico e da Coordenação de Políticas Públicas do Livres. O projeto, iniciado em 2018, já tem quatro edições e tem previsão de um novo ciclo de aulas para outubro de 2025. 
Eleições
Nas eleições gerais de 2018, o Livres teve diversos associados eleitos, entre eles um senador, dois deputados federais e quatro deputados estaduais. Nas eleições gerais de 2022, associados Livres foram eleitos para cargos no executivo em todo o Brasil, como foi o caso da vice-governadora de Pernambuco, Priscila Krause. Diversos associados passaram a exercer cargos em secretarias executivas, como o ex-deputado Marcelo Calero, que assumiu a pasta de Cultura no Rio de Janeiro (RJ) em 2023.

### Eleições de 2022
Nas eleições de 2022, o movimento apoiou cerca de 60 candidaturas espalhadas por partidos como Novo, Cidadania, PSD e União Brasil. Todos participaram de um projeto de formação oferecido pelo grupo. Em relação à eleição presidencial, a entidade não adotou posicionamento institucional. Por outro lado, membros do grupo divulgaram um manifesto em defesa do voto em Luiz Inácio Lula da Silva por acreditar que o petista "não é um risco para as instituições" e também "para preservar a institucionalidade brasileira e derrotar a extrema-direita". Segundo os associados, "Lula governou sob normalidade institucional, se curvando à Constituição e às instituições democráticas"; enquanto que Jair Bolsonaro, adversário do petista, "se levanta contra a Constituição em arroubos golpistas e autoritários", fazendo referência às atitudes do então presidente contra decisões do Poder Judiciário e da atuação do governo durante a pandemia de Covid-19. Tal manifesto foi endossado por nomes ilustres do movimento, como Elena Landau e Pérsio Arida.

### Eleições municipais de 2024
Para as eleições municipais de 2024, o Livres divulgou em março um caderno de políticas públicas com 81 propostas, distribuídos em dez estados para pré-candidatos, dirigentes, prefeitos e vereadores.

## Premiações e inserção internacional
O Livres atua em estreita colaboração com parceiros internacionais do movimento liberal global e é integrante oficial da Internacional Liberal. O trabalho de advocacy pela implementação do novo marco legal do saneamento básico conquistou o Latin America Liberty Award 2022, da Atlas Network sendo reconhecido como a melhor iniciativa liberal da América Latina naquele ano. Em 2025, o Livres sediou o Fórum Latino Americano da Liberdade, reunindo organizações liberais parcerias da Atlas Network pela primeira vez no Brasil.